# Party (Beyoncé)
Party è un singolo della cantante statunitense Beyoncé, pubblicato il 30 agosto 2011 come quarto estratto dal quarto album in studio 4.
Il singolo, che ha visto la partecipazione vocale di André 3000, ha raggiunto la ventesima posizione della classifica di musica R&B statunitense.

## Descrizione
Il brano è stato scritto da Beyoncé stessa insieme a Kanye West, Jeff Bhasker, André Lauren Benjamin, Dexter Mills, Douglas Davis e Ricky Walters ed è stato prodotto da Beyoncé con West e Bhasker. Contiene parti vocali campionate dal brano del 1985 La Di Da Di di Doug E. Fresh e Slick Rick.

## Video musicale
Il videoclip del brano è stato pubblicato il 26 ottobre 2011. Il 2 agosto 2011 Rap-Up ha confermato che Beyoncé stava effettuando le riprese del video di Party all'Oakdale Mobile Home Park a South Brunswick Township, nel New Jersey. Solange Knowles, la sorella minore di Beyoncé, e Kelly Rowland, componente Destiny's Child, si trovavano sul set del video, nel quale appariranno. Kelly ha spiegato il suo ruolo nel video in un'intervista con NeonLimelight: "Farò solo una comparsa. Ci siamo proprio divertite nelle riprese del video, ci siamo rese conto che alcune cose che facevamo erano le stesse che facevamo da piccole. Ci siamo sentite un po' stupide per un momento, quindi abbiamo smesso. Ma ci siamo divertite." Inoltre, il 3 agosto 2011 Kelly ha confermato in un'intervista con Idolator che la stessa Beyoncé è la regista del video.

## Classifiche
| Classifica (2011) | Posizione massima |
| ----------------- | ----------------- |
| Stati Uniti       | 50                |